# Mikrobiologija
Mikrobiologija (grč. mikrós - malen, sitan; biós - život; lógos - riječ, govor, u prenesenom značenju znanost) je primijenjena znanost koja proučava mikroorganizme ili mikrobe, koji su premali da bi se uočili ljudskim okom. Služi se dostignućima i metodama drugih znanosti, od kojih su najznačajnije kemija, fizika i ekologija. Bliska znanost je imunologija.
Prema skupinama mikroorganizama koje proučava, mikrobiologija se dijeli na:
- Bakteriologiju (grč. bakterion - štapić, palica; lógos - znanost) - proučava morfološka i uzgojna svojstva bakterija, njihov rast, metabolizam (mijenu tvari) i genetiku.
- Mikologiju (grč. mýkes - gljiva; lógos - znanost) - proučava gljive, jednostanične i višestanične, heterotrofne i aklorotrofne organizme. Proučavaju se njihova morfološka i uzgojna svojstva te rast, metabolizam i genetika.
- Virologiju (virusologiju) (lat. virus - otrov, sluz; grč. lógos - znanost) - proučava viruse te viroide i prione, infektivne čestice manje od virusa, koji su uzročnici bolesti biljaka, životinja i ljudi.
- Protistologiju (grč. prótistos - prvi, najraniji; lógos - znanost) - proučava protiste.
- Parazitologiju - proučava obilježja plosnatih i valjakstih čovjekovih nametnika i člankonožaca.

## Važni datumi u razvoju mikrobiologije
- 1546. - Girolamo Fracastoro pretpostavlja da bolesti mogu biti posljedica rada nevidljivih organizama
- 1590. - Zacharius Jensen izrađuje prvi mikroskop
- 1676. - Antoni van Leeuwenhoek otkriva prve mikroorganizme
- 1688. - Francesco Redi objavljuje rad o spontanoj generaciji crva
- 1765. - Lazzaro Spallanzani napada teoriju spontane generacije
- 1786. - Miler pravi prvu sistematsku klasifikaciju bakterija
- 1798. - Edward Jenner prvi put upotrebljava cjepivo protiv boginja
- 1838. - Theodor Schwann i Matthias Schleiden objavljuju rad Teorija stanica
- 1844. - Agostino Bassi potvrđuje da su mikroorganizmi uzročnici brojnih bolesti
- 1847. - Ignaz Semmelweis potvrđuje da se bolesti mogu prenijeti s čovjeka na čovjeka, i prvi primenjuje postupak dezinfikacije
- 1849. - John Snow istražuje epidemiologiju kolere u Londonu 1849. godine
- 1857. - Louis Pasteur potvrđuje da je fermentacija posljedica rada mikroorganizma
- 1858. - Rudolf Ludwig Karl Virchow potvrđuje da stanice nastaju staničnom diobom
- 1861. - Pasteur zauvijek ruši teoriju spontane generacije
- 1867. - Joseph Lister objavljuje svoj rad o primjeni dezinfekcije tokom operacija
- 1869. - Friedrich Miescher otkriva nukleinske kiseline
- 1880. - Charles Louis Alphonse Laveran dokazuje da je uzrok malarije mikroorganizam Plasmodium
- 1882. - Robert Koch otkriva da je uzrok tuberkuloze bacil Mycobacterium tuberculosis
- 1884. - Gramove metode dijele bakterije na gram-pozitivne i gram-negativne
- 1884. - Ilja Iljič Mečnikov objašnjava proces fagocitoze
- 1885. - Pasteur stvara cjepivo protiv bjesnoće
- 1886. - Theodor Escherich otkriva uzročnika dijareje - mikroorganizam Escherichia coli
- 1896. - Van Ermengem otkriva uzročnika botulizma – Clostridium botulinum
- 1897. - Ros dokazuje da malariju prenosi komarac
- 1900. - Rid dokazuje da je i prijenosnik žute groznice komarac
- 1902. - Karl Landsteiner otkriva krvne grupe
- 1903. - Rajt otkriva prisustvo antitijela
- 1905. - Fritz Schaudinn i Erich Hoffmann otkrivaju da je sifilis prijenosan
- 1910. - Paul Ehrlich proizvodi prvi lijek protiv sifilisa
- 1911. - Rous otkriva virus koji dovodi do raka kod kokoški
- 1915. - D'Herel i Tvort otkrivaju prve viruse koji napadaju bakterije
- 1921. - Alexander Fleming otkriva lizozome
- 1928. - Frederick Griffith otkriva bakterijsku transformaciju
- 1929. - Alexander Fleming otkriva penicilin
- 1937. - Čaton dijeli organizme na prokariote i eukariote
- 1941. - George Wells Beadle i Tatum postavljaju hipotezu jedan gen - jedan enzim
- 1944. - Oswald Avery dokazuje da je DNK nosioc nasljedne informacije
- 1945. - Selman Waksman otkriva streptomicin
- 1946. - Edward Lawrie Tatum tumači bakterijsku konjugaciju
- 1951. - Alfred Hershey i Martha Chase tumače način na koji virus napada bakterije
- 1952. - Medaver otkriva da organizam ima osobinu tolerancije
- 1953. - James D. Watson i Francis Crick otkrivaju strukturu molekule DNK
- 1962. - Rodney Robert Porter tumači osnovnu strukturu imunoglobulina G
- 1966. - Marshall Warren Nirenberg, Har Gobind Khorana i dr. otkrivaju genski kod
- 1970. - Werner Arber i Hamilton O. Smith otkrivaju restriktivne enzime
- 1971. - David Baltimore otkriva obrnutu trankripciju kod virusa
- 1977. - Gilber i Senger otkrivaju tehnike za sekvencioniranje DNK molekula
- 1979. - Sinteza inzulina putem tehnologije rekombinacije DNK
- 1980. - Objavljeno istrjebljenje variole vere na svjetskoj razini
- 1982. - Sinteza cjepiva za hepatitis B
- 1984. - Luc Montagnier identificira virus HIV-a
- 1985. - Kary Mullis razvija lančanu reakciju polimeraze – PCR
- 1986. - Prvi put upotrijebljena genska terapija
- 1995. - Objavljen slijed DNK vrste Haemophilus influenza
- 1997. - Otkrivena najveća bakterija na svijetu
- 1999. - Razotkriven ljudski genom u sklopu Projekta ljudskog genoma

## Vanjske poveznice
- Poljoprivredna mikrobiologija Hrvatska tehnička enciklopedija, portal hrvatske tehničke baštine. LZMK